# テルモポリウム

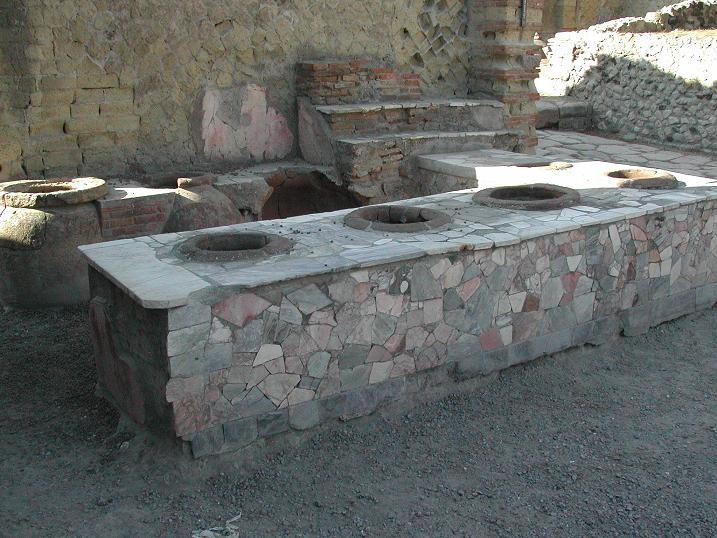
テルモポリウム(ヘルクラネウム)

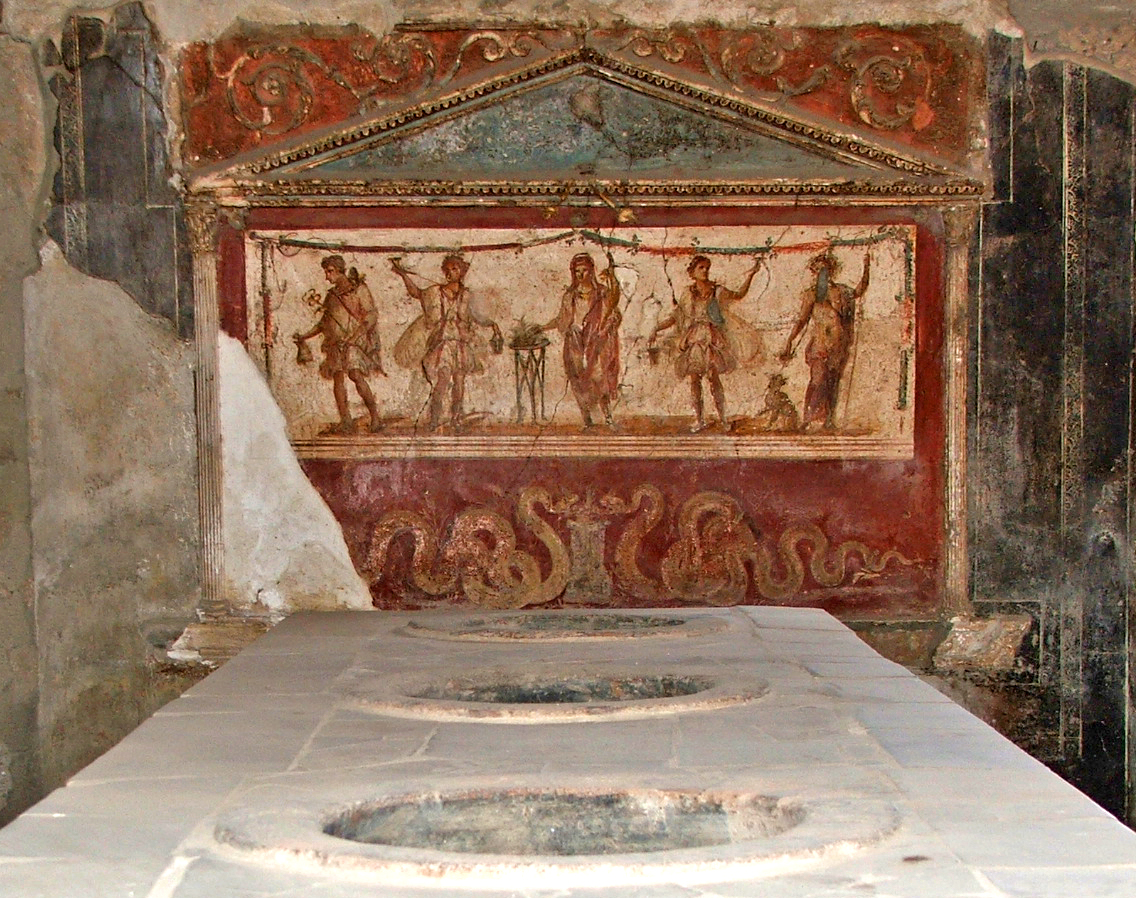
テルモポリウム(ポンペイ)

古代ギリシアや古代ローマにおいて、テルモポリウム(英語: thermopolium,ギリシア語: θερμοπώλιον,発音:thermopolia)とは飲食店、即ち「温かい食物を提供する場所」であり、食品を用意できる商店である。今日のレストランの先駆けでもあり、テルモポリウムでは近代でいうファーストフードも時折用意されていた。

## 内装
典型的なテルモポリウムは、特有の組積造を持ったカウンターがある小さな部屋から成り立っていた。このカウンターには土瓶(ドーリアと呼ばれていた)が埋め込まれており、ナッツ等の乾物を貯蔵するのに使われた(温かい食品の場合、使用後に土瓶を清掃する必要があり、カウンターに埋め込まれている以上、温かい食品を貯蔵することはできないと信じられていて、乾物だと清掃する必要がないためでもあった)。おしゃれなテルモポリウムは、フレスコで装飾された物もあった。
保存状態の良いテルモポリウムの廃墟は、ポンペイやヘルクラネウムで見ることができる。

## アリーナのテルモポリウム
アリーナのテルモポリウムは、ポンペイにあるテルモポリウムの中でも完全に近い状態で残っている物の一つである。カウンターからはジョッキや皿が完璧に残っており、ケトルは水を入れて満たす事ができる。アリーナのテルモポリウムの1階は客が飲食する目的で使用され、階段があって2階に昇るとゲストルームがある施設もあった。
玄関のドアが通りに向かって開き、食物やワインを貯蔵する瓶(ドーリアと呼ばれる)を入れるための穴があるカウンターがあるのが、典型的な建築構造であった。ラレース(家庭の神)、メルクリウス(商業の神)、ディオニューソス(ワインの神)を、商売の最も重要な守護神として祀った。2階はゲストルームであり、大抵は旅館として使用されたが、壁面に多くの女性の名前が書かれていた事から、売春宿として利用されていたと考える人もいる。奴隷の少女が、メイドとして働いていたと考える人もいる。

## その他
テルモポリウムは家に台所を持たない層も利用しており、古代の上流階級の人々、すなわち金をたっぷりと稼ぎ立派な邸宅をかまえ、立派な台所があり調理をしてくれる使用人も雇う余裕がある人々からは時折軽蔑の対象にもなった。